# Chez-le-Bart
Chez-le-Bart är en ort i kommunen La Grande Béroche i kantonen Neuchâtel i Schweiz. Den ligger vid Neuchâtelsjön, cirka 14,5 kilometer sydväst om Neuchâtel. Orten har 924 invånare (2023).
Före den 1 januari 2018 tillhörde Chez-le-Bart kommunen Gorgier.